# Czesław Pustelnik
Czesław Pustelnik (ur. 20 lipca 1916 w Petersburgu, zm. 16 lipca 1988) – polski technolog papiernictwa, profesor Politechniki Łódzkiej.
W 1935 roku ukończył Gimnazjum im. Gabriela Narutowicza w Łodzi. W tym samym roku rozpoczął studia na Wydziale Chemicznym Politechniki Warszawskiej. Po wojnie uzyskał dyplom magistra inżyniera na Politechnice Łódzkiej w 1946 roku, gdzie we wrześniu 1946 rozpoczął pracę w Katedrze Chemii Nieorganicznej, a od października 1947 roku pracował w nowo utworzonej Katedrze Aparatury i Inżynierii Chemicznej. Równocześnie w 1947 roku podjął pracę w Centralnym Laboratorium Celulozowo-Papierniczym w Łodzi, przekształconym w 1952 roku w Instytut Celulozowo-Papierniczy, gdzie w latach 1972–1977 był jego dyrektorem. W 1977 roku został służbowo przeniesiony do Politechniki Łódzkiej. W latach 1979–1986 obejmował stanowisko dyrektora Instytutu Papiernictwa i Maszyn Papierniczych PŁ.
Był specjalistą w dziedzinie technologii papiernictwa, szczególnie w zakresie formowania wstęgi papieru oraz wpływu czynników technologicznych i konstrukcyjnych na właściwości użytkowe wytworów papierniczych. Aktywnie współuczestniczył w rozwoju dwunastu doktorów.
Długoletni przewodniczący Stowarzyszenia Inżynierów i Techników Przemysłu Papierniczego, członek Rady Głównej i Zarządu Głównego NOT, członek Komitetu Technologii Drewna PAN, przewodniczący Rady Naukowej Instytutu Celulozowo-Papierniczego, członek Rady Programowej „Przeglądu Papierniczego”. Reprezentował polskie papiernictwo w licznych międzynarodowych stowarzyszeniach papierniczych.
Odznaczony m.in. Krzyżem Komandorskim Orderu Odrodzenia Polski i Medalem Komisji Edukacji Narodowej.